# Müller-Cunradi-Pieroh-Prozess
Der Müller-Cunradi-Pieroh-Prozess ist eine Namensreaktion der organischen Chemie, die auf die deutschen Chemiker Martin Müller-Cunradi und Kurt Pieroh zurückgeht. Die Reaktion wurde erstmals 1939 in einer Patentschrift veröffentlicht. Es handelt sich um eine säurekatalysierte Synthese zur Gewinnung eines 3-Alkoxyacetals.

## Übersichtsreaktion
Der Müller-Cunradi-Pieroh-Prozess ist eine Lewis-Säure-katalysierte Reaktion zwischen einem Acetal 1 und einem Enolether 2 unter Bildung des 3-Alkoxyacetals 3.

## Reaktionsmechanismus
Ein möglicher Reaktionsmechanismus für den Müller-Cunradi-Pieroh-Prozess wird von Zerong Wang wie folgt beschrieben:
Das Acetal 1 reagiert unter Einwirkung einer Lewis-Säure z. B. Bortrifluorid-Etherat (BF3·OEt2)  mit dem Enolether 2 unter Bildung einer neuen C-C-Bindung zum 3-Alkoxyacetal 3.

## Anwendung
Der Müller-Cunradi-Pieroh-Prozess findet Anwendung in der präparativen Chemie zur Synthese von β-Alkoxylactealen, Aldehyden und Ketonen.